# 青葉山公園

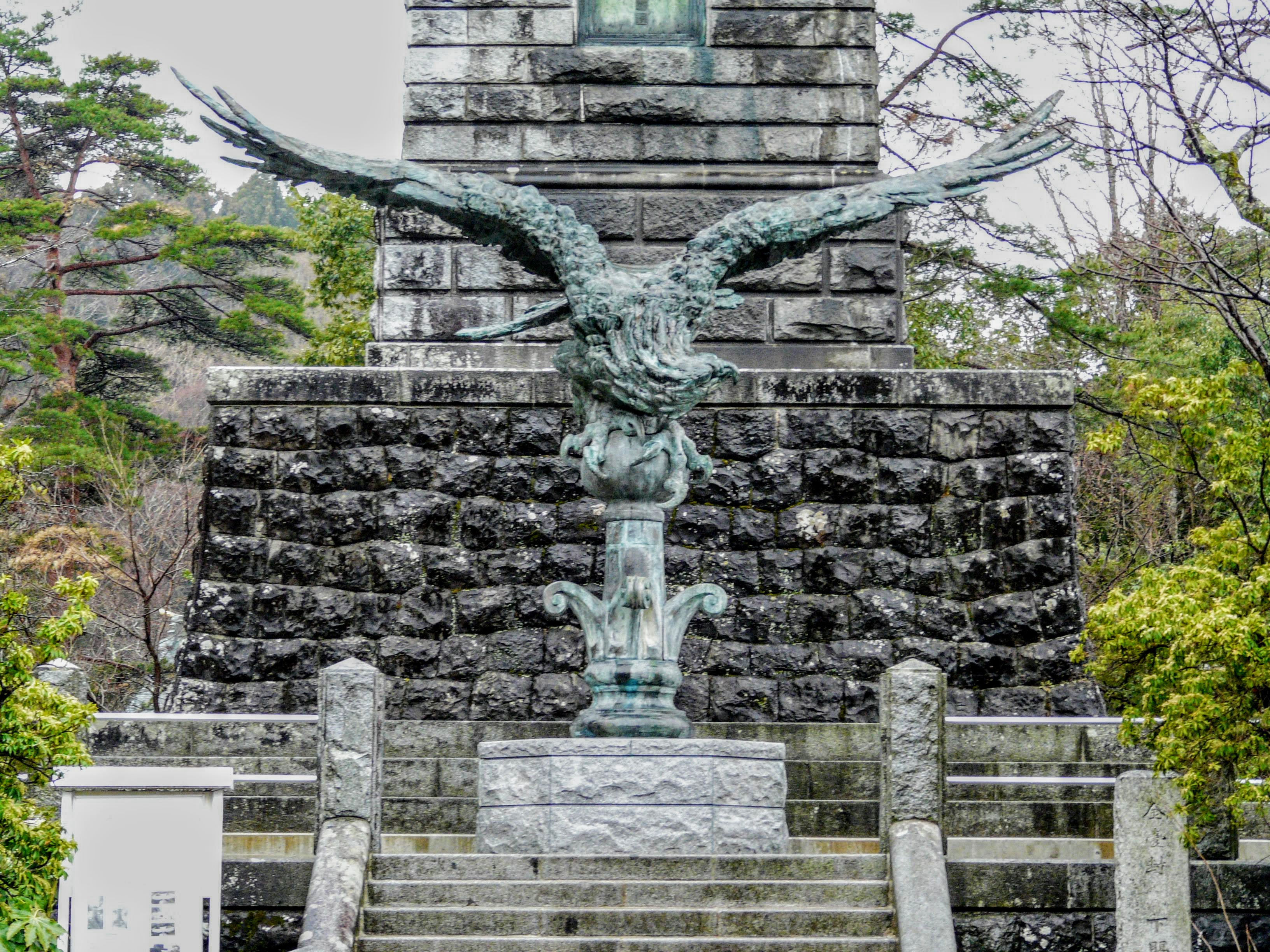
昭忠碑の鵄（トビ）像

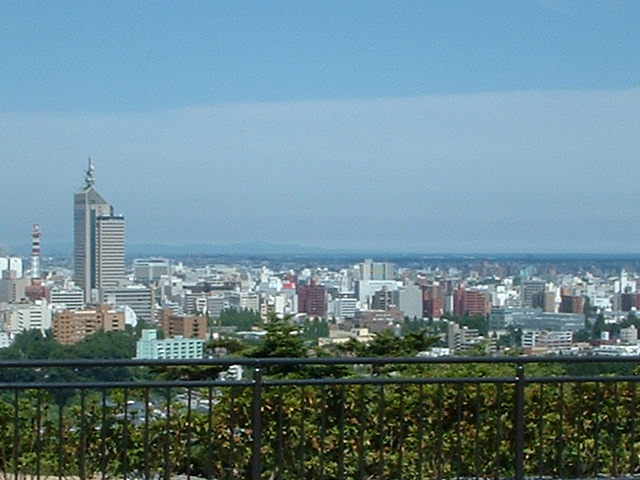
仙台市街の眺望（2004年6月）

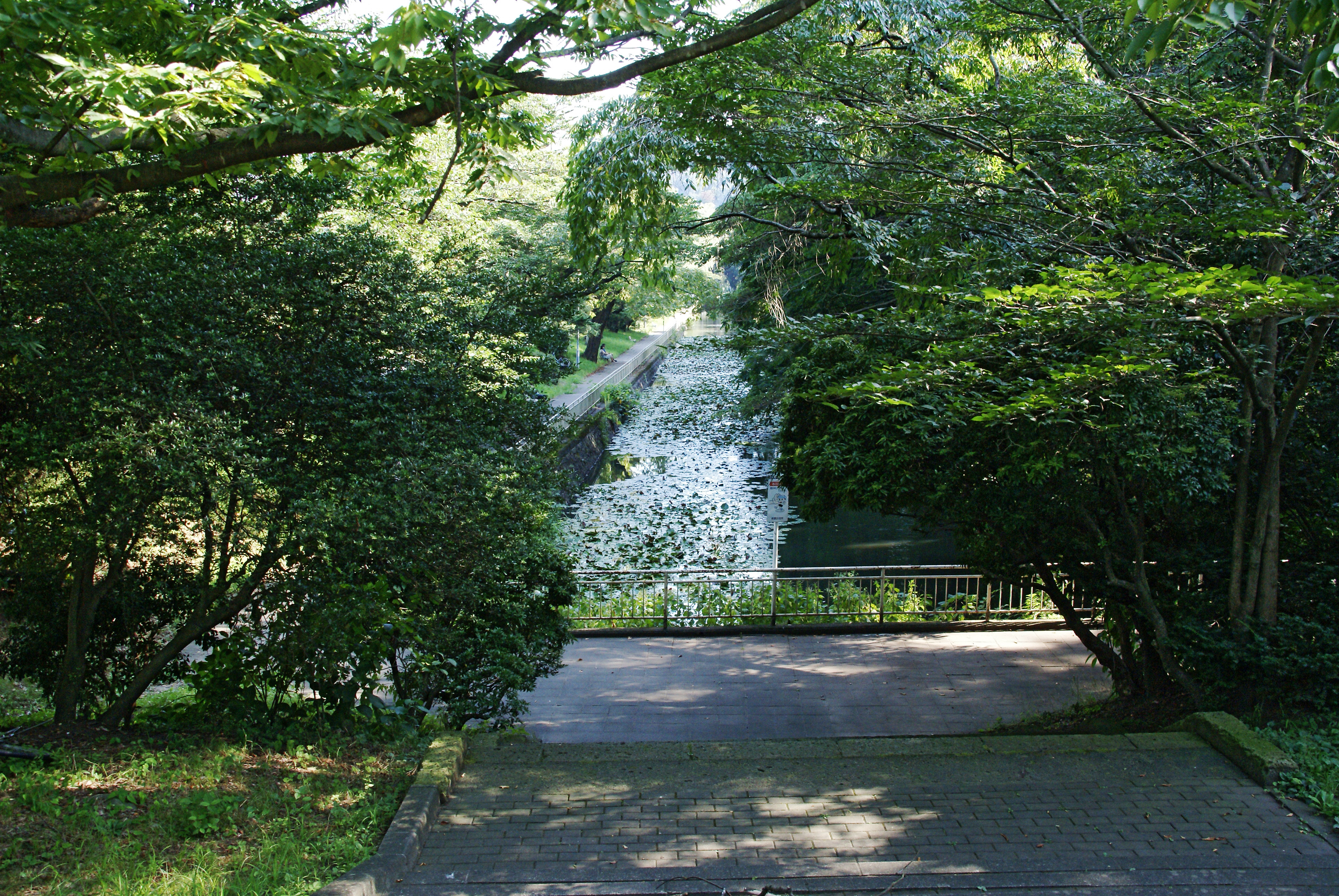
三の丸の堀でもある長沼（2007年8月）

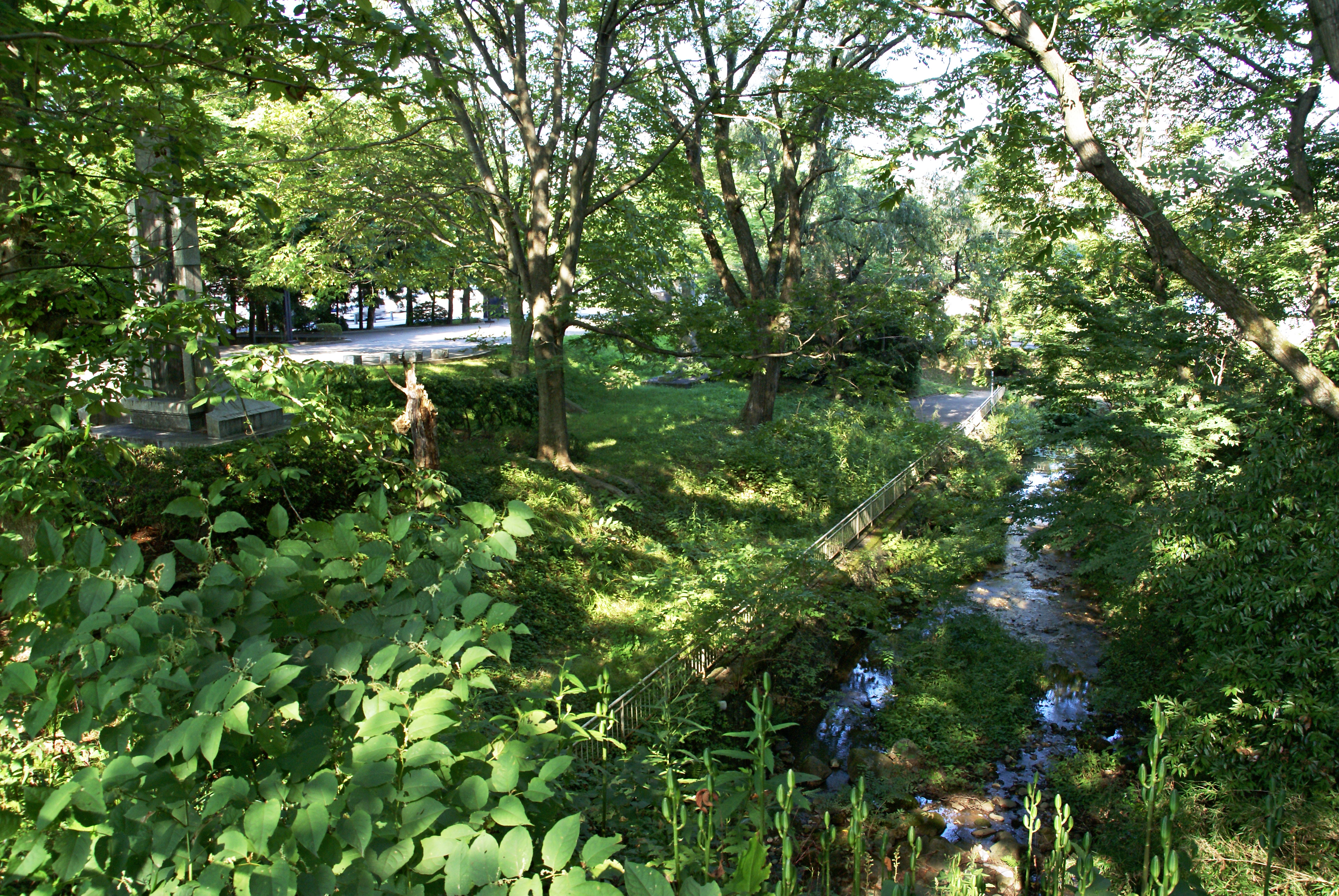
公園の豊かな緑（2007年8月）

青葉山公園（あおばやまこうえん）は、宮城県仙台市青葉区にある都市公園である。仙台市が管理している。青葉山の東端から広瀬川右岸にかけての部分を敷地とし、仙台城（青葉城）の跡地の一部やその堀である五色沼、長沼を園内に含んでいる。また、仙台市博物館や仙台国際センターといった公共施設が園内に立地している。仙台城の本丸跡からは仙台の街並みや、遠く太平洋を眺めることができる。

## 歴史
青葉山公園は、20世紀初頭に仙台城本丸跡が市民に開放されたことを契機として、仙台市が陸軍から青葉山の一部を借用して設置したものである。その後、拡張や整備が段階的に行われたが、その過程では住宅地の公園への転換という複雑な問題を抱えながら進められた。
青葉山は、江戸時代には仙台藩藩主の伊達氏の居城である仙台城があった所である。また、そのふもとから広瀬川にかけての土地には、馬場や仙台藩重臣の屋敷が置かれていた。戊辰戦争を経て、これらの敷地が官軍に占領された後、仙台城の二の丸跡には鎮台や第二師団など陸軍の諸施設が設置され、また青葉山のふもとの追廻地区は練兵場や射撃場へと変わった。
仙台城の本丸は明治時代の初め頃に取り壊されたが、ここに1902年（明治35年）に昭忠碑が建立、1904年（明治37年）に宮城縣護國神社の前身である仙台招魂社が設立された。仙台城の本丸跡は宮城県に関わる戦没者を祀る場所へと変化し、市民に開放されることになった。この頃、市民は長沼の南端部から本丸跡へ登坂したが、これが酷い急坂だった。通用の不便を改善するために仙台市は二の丸跡を敷地としていた第二師団に対して、市民が二の丸跡から本丸跡へ登れるように一部の敷地の借用を求めた。この交渉は、仙台市が第二師団に対して門や柵を寄付することを条件に成立した。こうして、陸軍から借用された敷地が青葉山公園として1925年（大正14年）10月に開園した。この時の青葉山公園は、大手門や遊歩道などを含む2957坪（約0.98ヘクタール）の公園だった。
太平洋戦争終結後、連合国が進駐して第二師団の敷地を接収したために青葉山公園は事実上の休園状態となった。公園として再開するのは1953年（昭和28年）である。
戦後の都市計画において、仙台市は1946年（昭和21年）に13箇所の公園と緑地の設置を決定した。この中で青葉山公園は、追廻地区の練兵場跡地を含めて総合運動公園として整備されることが決められた。しかし、追廻地区では戦後間もない時期に住宅営団が住宅の建設を始めていた。公園の整備を進めたい仙台市と追廻地区に居住を続けたい住人は相容れず、この問題は仙台市の戦後処理案件として半世紀以上にわたって残った。
住宅地とならなかった追廻地区の一部にはテニスコートやバレーボールコートが設置された。また、仙台市は1955年（昭和30年）に計画を見直して、青葉山公園を総合運動公園から普通公園へ改めた。
その後、青葉山公園の中にはいくつかの大きな公共施設が建てられた。まず1961年（昭和36年）に仙台城三の丸跡に仙台市博物館が開館した。次いで、1964年（昭和39年）に公園の北側に宮城県スポーツセンターが開館し、1991年（平成3年）に仙台国際センターが開館した。2015年（平成27年）には公園の北側をかすめる形で仙台市地下鉄東西線が開通して、ここに国際センター駅が開業した。
2018年現在、ほとんどの住人が移転した追廻地区では家屋がほぼなくなり、仙台市がここを青葉山公園の一部として整備する事業を進めている。

## 昭忠碑
「昭忠」 の揮毫は、 小松宮彰仁親王による。「昭忠」とは、忠義を明らかにするという意味。
塔上に鵄のブロンズ像が設置されていたが、戦前の金属供出を免れた明治期のブロンズ彫刻作品として、東北地方でも最古級のブロンズ彫刻である。
2011年（平成23年）3月11日の東日本大震災により、塔上から落下し破損。2016年（平成28年）10月に修復が完了し、安全性を考慮し、塔前の基壇上に設置されている。
- 設置年 - 1902年（明治35年）
- 設置目的 - 西南戦争・日清戦争等戦没者慰霊碑
- 所有者 - 宮城縣護國神社
- 高さ - 約20 メートル
- 鵄 - ブロンズ製、重さ4.689 トン

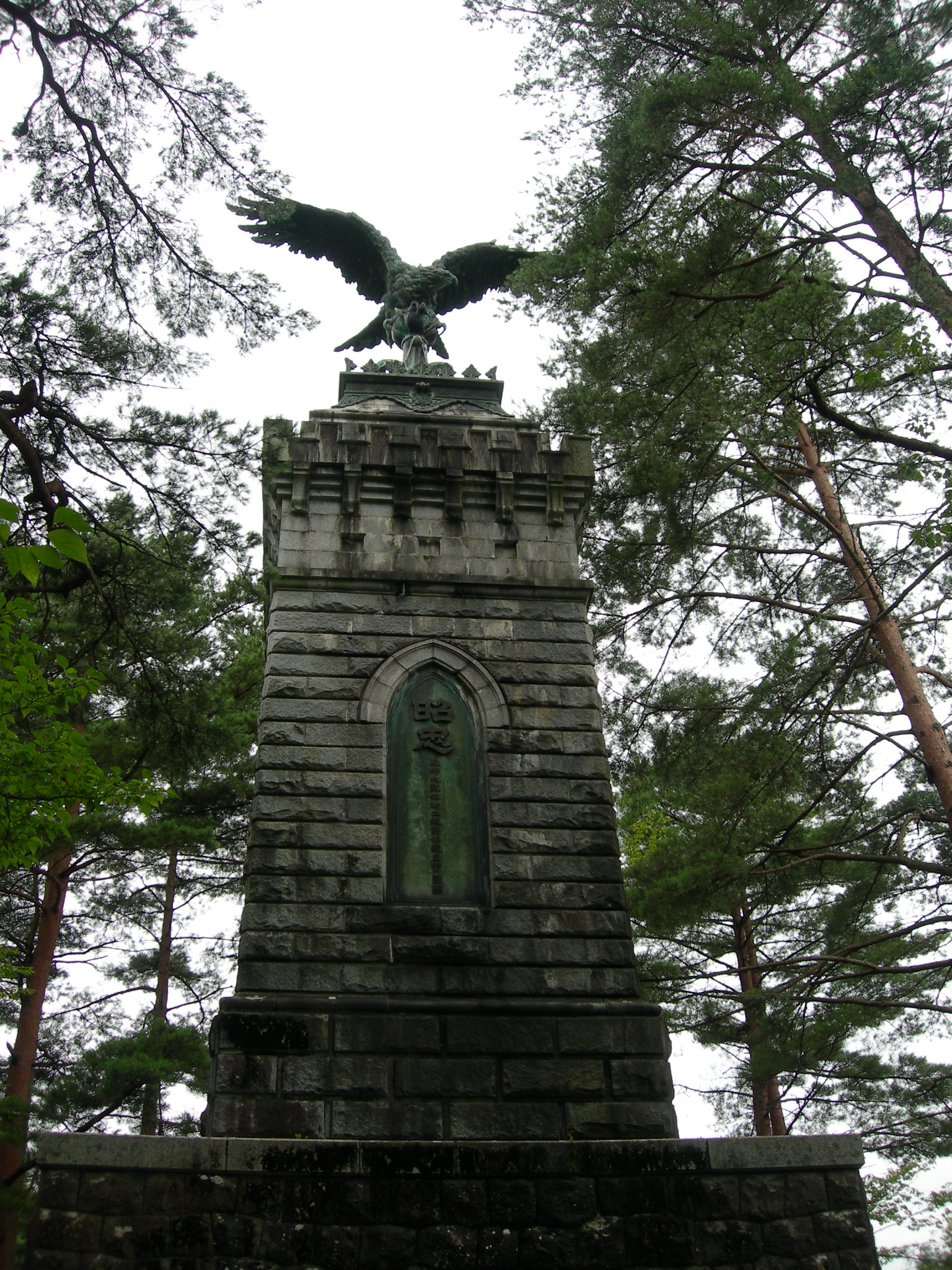
昭忠碑 ブロンズ像落下前
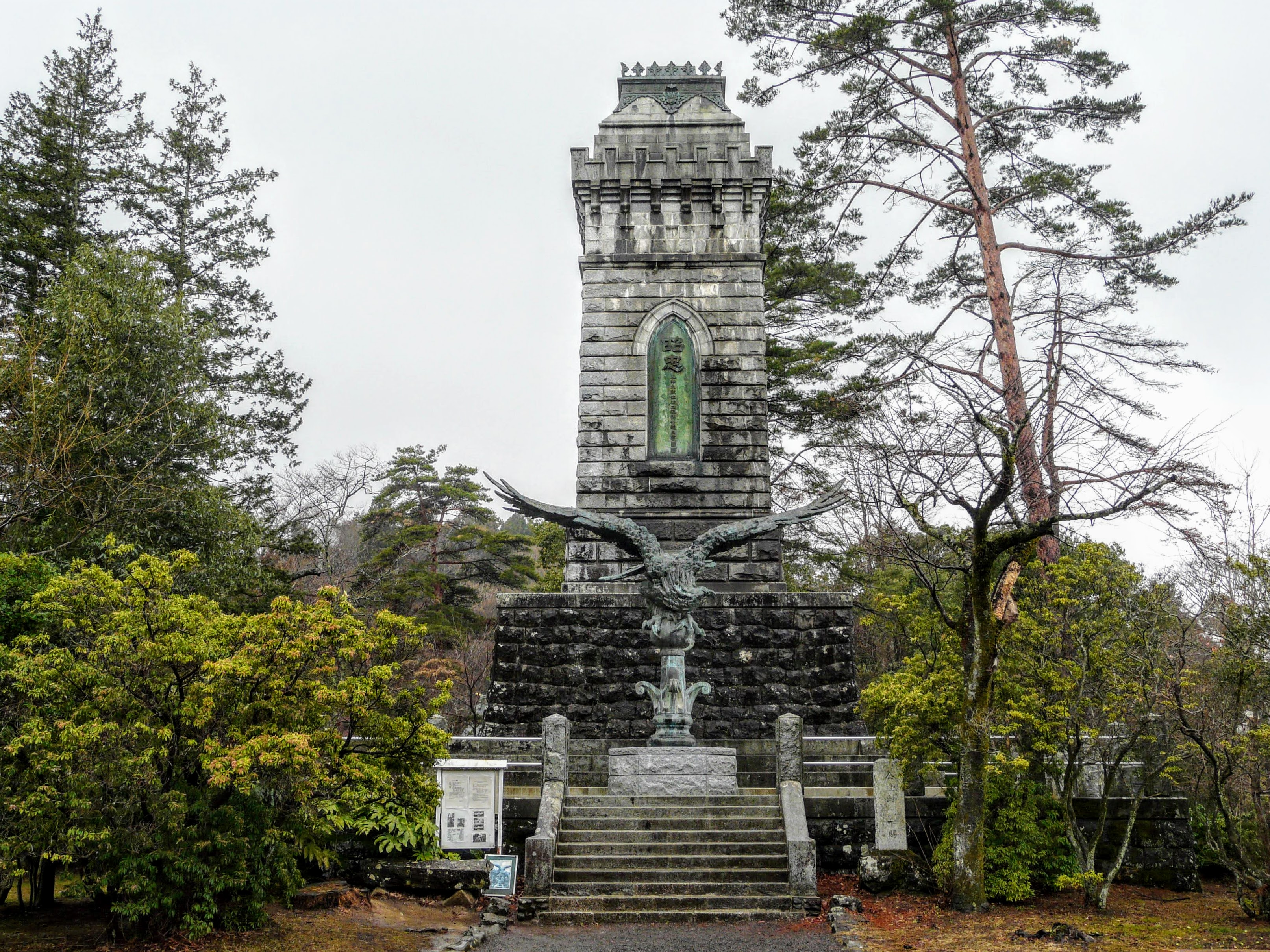
昭忠碑 落下後、修復後

## 施設等
- 仙台城址
- 仙台市博物館
- 仙台国際センター
- 五色沼（仙台城の堀。日本のフィギュアスケート発祥の地）
- 長沼
- テニスコート

## 周辺
- 竜ノ口沢
- 東北大学川内キャンパス、青葉山キャンパス
- 東北大学学術資源研究公開センター植物園
- 宮城教育大学
- 宮城県美術館
- 宮城県仙台第二高等学校
- 宮城縣護國神社
- 大橋
- 仲の瀬橋・仙台西道路
- 西公園
- 青葉通

## アクセス
鉄道・路線バス
- 仙台市地下鉄東西線 「国際センター駅」 にて下車
- 仙台市営バス
  - るーぷる仙台
    - 「博物館・国際センター前」停留所にて下車
    - 「国際センター駅・宮城県美術館前」停留所にて下車

自家用車
- 駐車場：各施設の駐車場を利用。

## 関連事項
- 花壇橋